# Max Bock (Politiker, 1881)

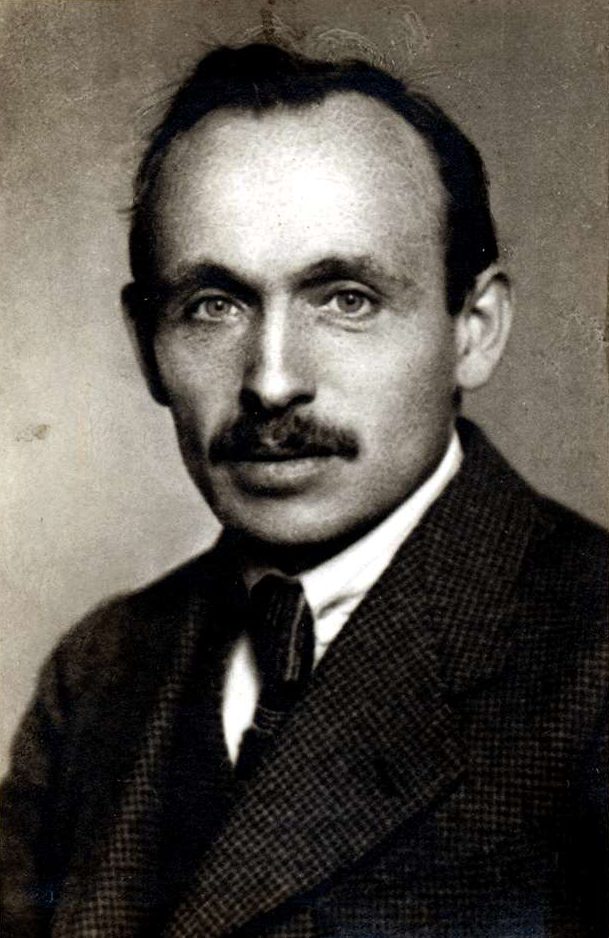
Max Bock

Max August Bock (* 29. Oktober 1881 in Altona; † 15. März 1946 in Heidelberg) war ein deutscher Politiker (USPD/KPD). Er war Abgeordneter des Landtags der Republik Baden und 1946 Arbeitsminister von Württemberg-Baden.

## Leben
Bock, Sohn eines Gastwirts, erlernte nach der Volksschule den Beruf des Schmieds. Bis 1900 lebte er in Berlin, wo er sich im Deutschen Metallarbeiter-Verband engagierte. Während seiner Wanderjahre nahm Bock an der Russischen Revolution von 1905 teil. Zusammen mit russischen Revolutionären flüchtete er in die Schweiz, wo er von 1911 bis 1915 als Gewerkschaftssekretär in Zürich und Basel tätig war. In der Schweiz lernte er unter anderem August Bebel kennen und gehörte zu den regelmäßigen Zuhörern Lenins.
Während des Ersten Weltkriegs wurde Bock 1915 wegen seiner Kontakte zu sozialistischen Gruppen aus der Schweiz ausgewiesen. In Deutschland wurde er 1916 zum Landsturm eingezogen. 1917 trat Bock der USPD bei, wurde 1918 Parteisekretär in Südbaden, 1918/19 Sekretär des Arbeiter- und Soldatenrates in Lörrach und 1919 Mitglied der Landeszentrale der Arbeiter-, Bauern- und Volksräte der Republik Baden. Im April 1919 war Bock Delegierter der USPD-Fraktion zum zweiten Reichsrätekongress in Berlin und 1920 Delegierter des USPD-Spaltungsparteitags. Im Dezember 1920 trat Bock mit dem linken Flügel der USPD zur KPD über und war Delegierter des Vereinigungsparteitages, der ihn in den Zentralausschuss der Partei wählte.
1921 wurde Bock in den Landtag der Republik Baden gewählt, dem er durchgehend bis 1933 angehörte. Bis 1929 war er Vorsitzender der KPD-Landtagsgruppe, anschließend stellvertretender Vorsitzender. Als Abgeordneter bediente sich Bock „einer überaus markigen, im Landtag bisher nicht gehörten Sprache“. Von 1922 bis 1924 gehörte er dem Stadtrat von Lörrach an, neben Mannheim eine der Hochburgen der KPD in Baden. 
Bock war einer der Verhandlungsführer während der Lörracher September-Unruhen, bei denen es in Lörrach am 17. September 1923 zu Schießereien zwischen Schutzpolizei und Anhängern der KPD kam. Die Unruhen hatten sich aus primär wirtschaftlich motivierten Streiks während des Höhepunkts der Inflation entwickelt. 
Am 30. Oktober wurde Bock im Zusammenhang mit den Vorbereitungen für einen Kommunistenaufstand verhaftet. Die Ermittlungen übernahm der Reichsstaatsanwalt. Eine Haftbeschwerde hatte zunächst keinen Erfolg, aber Ende März 1924 wurde Bock aus der Untersuchungshaft entlassen und trat in der 9. Sitzung des badischen Landtags am 3. April 1924 auf, wo er sich vehement gegen Vorwürfe der Deutschnationalen wehrte, die ihm eine Verschwörung mit Frankreich unterstellt hatten. Nach Ende der Sitzungsperiode sollte Bock wieder verhaftet werden, was aber wegen Haftunfähigkeit aus gesundheitlichen Gründen unterblieb. Am 18. Dezember 1924 beschloss der Landtag einstimmig seine Immunität nicht aufzuheben und forderte den Reichsstaatsanwalt auf, für die Dauer der Sitzungsperiode das Strafverfahren und die Haft im Fall des Abgeordneten Bock auszusetzen. Erst Ende Mai 1926 fand die Verhandlung gegen ihn und Frieda Unger vor dem Leipziger Staatsgerichtshof statt, wobei das Verfahren gegen ihn aufgrund des Amnestiegesetzes von 1925 eingestellt wurde. 
1930 wurden auf einem vormals von Bock genutzten Grundstück am Tüllinger Berg Waffen und ein „regelrechter Generalstabsplan“ gefunden.
Nach der Machtübergabe an die Nationalsozialisten wurde Bock im März 1933 verhaftet und mehrere Monate in den Konzentrationslagern Kislau und Heuberg gefangen gehalten. Bis 1945 wurde Bock noch zwei weitere Male verhaftet und in den Konzentrationslagern Buchenwald und Dachau schwer misshandelt. Nach 1939 zog Bock nach Heidelberg, wo er – nach widersprüchlichen Angaben – als Holzschnitzer oder kaufmännischer Angestellter arbeitete.
Nach der Befreiung vom Nationalsozialismus beteiligte sich Bock an der Gründung einer Einheitsgewerkschaft in Heidelberg; Pläne hierzu waren 1944 im KZ Dachau von dort inhaftierten Sozialdemokraten, Kommunisten und Gewerkschaftern aus Heidelberg entwickelt worden. Bock war Schriftführer der Gewerkschaft. Zusammen mit Franz Böning gehörte Bock zu den Wiederbegründern der KPD in Heidelberg im August oder September 1945. Er war 1945 Stadtrat und Wohlfahrtsdezernent in Heidelberg. Im Januar und Februar 1946 war er der erste Arbeitsminister von Württemberg-Baden. Aus gesundheitlichen Gründen musste Bock sein Amt nach nur zwei Monaten aufgeben und verstarb im März 1946 in Heidelberg, wo er auf dem Bergfriedhof beigesetzt wurde.

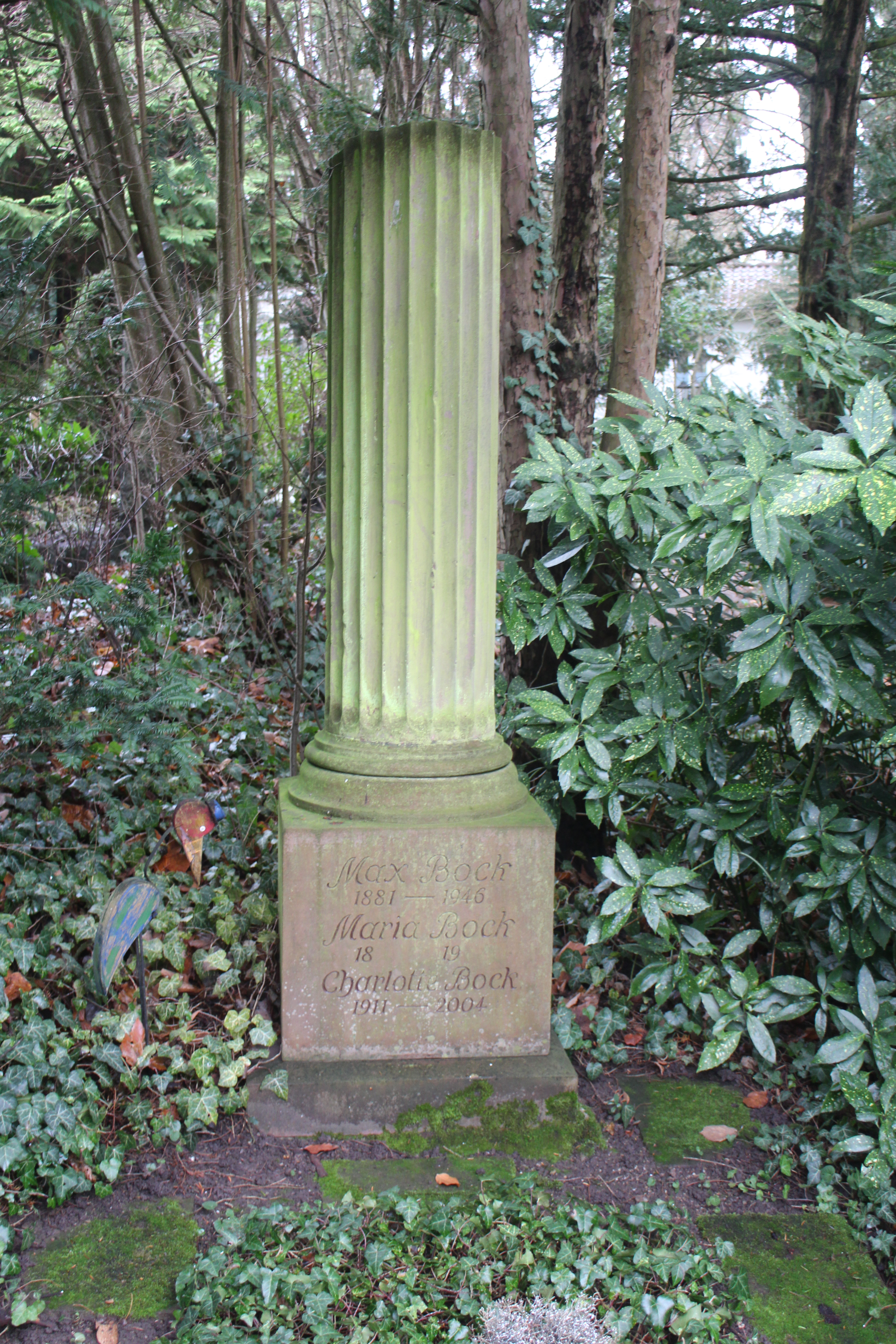
Grabstätte von Max Bock, Bergfriedhof Heidelberg